# Call of Duty: Black Ops 6
Call of Duty: Black Ops 6 è un videogioco sparatutto in prima persona del 2024  sviluppato da Treyarch e Raven Software e pubblicato da Activision. È il sequel di Call of Duty: Black Ops Cold War del 2020, fungendo da sesto capitolo della Black Ops e ventunesimo episodio della serie Call of Duty nel complesso. Il gioco è stato pubblicato il 25 ottobre 2024 per PlayStation 4, PlayStation 5, Windows, Xbox One e Xbox Series X/S.

## Trama

### Campagna
Nel 1991, durante l'inizio dell'Operazione Desert Storm, gli agenti della CIA Troy Marshall e William "Case" Calderon, insieme a Jane Harrow (Dawn Olivieri), sono schierati al Confine tra l'Iraq e il Kuwait per estrarre il ministro della difesa Iracheno Saeed Alawi, ma sono costretti ad abbandonare la missione quando Alawi afferma di essere diventato il bersaglio di un'organizzazione paramilitare chiamata "Pantheon". Dopo essere sopravvissuto ad uno scontro con le armate di Pantheon, la squadra si prepara ad estrarre Alawi, che però viene giustiziato da Russel Adler (Bruce Thomas), un agente che fuggì dalla CIA dopo essere stato incastrato come talpa per il narcotrafficante Nicaraguènse Raul Menendez. Adler si lascia catturare, dicendo a Marshall di recapitare un messaggio al collega Frank Woods: "Alfiere mangia torre". In seguito, il vicedirettore della CIA Daniel Livingstone (Lou Diamond Phillips) rimprovera la squadra per la morte di Alawi, ignora i loro avvertimenti riguardanti Pantheon, e sospende Woods, Marshall, e Case dal servizio.
Woods rivela a Marshall che il messaggio di Adler si riferisce ad un rifugio del KGB in Bulgaria chiamata in codice "la Torre" che i due scoprirono nel 1976, e decise di andare lì con Marshall e Case per investigare sui Pantheon. Dopo aver usato file di Adler per reclutare un tecnico genio ex-Stasi Felix Neumann (Seamus Dever) e l'assassina Sevati "Sev" Dumas (Karen David), la squadra si muove per liberare Adler da un Black site della CIA nascosto sotto Washington D.C., mentre si tiene un evento politico organizzato dal Governatore Bill Clinton (Jim Meskimen) in superficie. La squadra estrae Adler proprio mentre il Pantheon lanciò un attacco al Black Site, ma vengono incolpati dell'attacco e dichiarati fuggitivi. Adler rivela che i Pantheon sta avendo accordi per delle armi con Saddam Hussein; con l'aiuto dell'agente dell'MI6 Helen Park (Lily Cowles) e le forze alleate SAS, la squadra attacca uno dei palazzi di Hussein in Iraq Ovest, dove trovano "la Culla", un'arma psicochimica proveniente da un laboratorio biologico abbandonato della CIA nel Kentucky.
Mentre Adler resta indietro per rintracciare il capo scienziato di Pantheon, Matvey Gusev (Yuri Lowenthal), Case, Marshall e Sev investigano sul laboratorio biologico. Case accidentalmente inala il gas della Culla e ha allucinazioni in cui combatte con dei Non-morti mentre sente la voce di una donna, la quale spiega che Pantheon era originalmente una divisione segreta della CIA che supervisionava lo sviluppo della Culla come una droga al fine di migliorare le prestazioni, con Case come unica cavia per gli esperimenti, prima che Livingstone chiuse il progetto e sciolse i Pantheon. Quando Case riprende i sensi, la squadra scopre che Pantheon ha già rubato la scorta di Culla presente nel Laboratorio Biologico, e scopre una registrazione che rivela che Harrow sta lavorando con Pantheon. Usando gli indizi presenti nella registrazione, la squadra ruba dei registri finanziali da un casinò nel principato europeo di Avalon, il che rivela che il casinò trasferì denaro a Gusev in Iraq. In seguito, Case e Marshall si riunirono con Adler in Kuwait e lavorarono con il suo vecchio alleato, Capitano dell'Esercito americano Lawrence Sims, per catturare Gusev, il quale rivela che la Culla è immagazzinata a Vorkuta.
La squadra invase Vorkuta, e mentre non riescono a fermare il trasferimento della Culla, catturano Harrow e la portano alla Torre per interrogarla. Adler inietta un siero della verità ad Harrow, spingendola a rivelare che si è unita a Pantheon dopo che sono trapelate informazioni secondo cui Adler ha ucciso i suoi genitori, e che Pantheon sta pianificando di usare la Culla per eseguire un attacco False flag sul Campidoglio con l'obiettivo di screditare Livingstone e rimpiazzarlo con Harrow, mettendola a controllo della CIA. Le armate di Pantheon attaccano la Torre e recuperano Harrow; Case si da all'inseguimento e salta a bordo dell'elicottero di Harrow, facendolo cadere nel fiume. Sotto l'effetto del gas della Culla rilasciato nell'aria, Case strangola Harrow fino alla sua morte per poi morire - probabilmente, poiché il destino del personaggio resta incerto - annegato poco dopo. Marshall prova a contattare Case alla radio, spiegando che Livingstone riuscì ad evacuare il Campidoglio. Due settimane dopo, la squadra si incontra con Livingstone, il quale gli chiede di continuare a lavorare come unità clandestina per sradicare Pantheon e i suoi leader che stanno conducendo operazioni ad Avalon. Nel mentre, L'agente di Pantheon Jackson Caine (Rick Pasqualone) si infiltra nell'ufficio di Livingstone e accede al suo computer.

### Zombi
Il 18 Febbraio, 1991, si occorre una breccia tra Terra e "Etere Oscuro" scatenando zombi sulla popolazione di Liberty Falls, una piccola cittadina nella Virginia Occidentale che funge da base per il "Progetto Janus": un'operazione segreta della CIA capitanata da Edward Richtofen (Nolan North), il precedente Direttore della Task Force della CIA "Requiem", la quale ha contenuto diverse epidemie dell'Etere Oscuro durante gli anni '80 prima che Richtofen la sciolse e fece arrestare i maggiori membri del personale. Durante l'epidemia, Richtofen viene trasferità in un luogo sconosciuto, mentre il suo subordinato, il Capo della Sicurezza John Blanchard, tenta di raggiungere la squadra d'intervento. Un gruppo di operatori denominato "Team Alpha" rispondono alla chiamata di Blanchard e segue le sue istruzioni per aiutare a contenere l'epidemia. Al gruppo viene detto di recuperare diversi scienziati del Progetto Janus ma riescono a trovare solo il Dott. Pericles Panos, il quale ha perso la sua forma corporea ed è intrappolato in una chiesa corrotta dall'Etere Oscura. Panos istruisce il Team Alpha a costruire un dispositivo per aiutare a ripulire la fase dell'Etere Oscuro, ma si accorgono troppo tardi che fu tutto un inganno in quanto Panos invece, assorbe la loro energia per riavere la sua forma fisica e uscire dall'Etere Oscuro, mentre il Team Alpha è intrappolato al posto suo.
Nel mentre, all'isola Terminus, una struttura di ricerca remota situata nel Mar delle Filippine, l'ex scienziato del KGB Dott. William Peck libera i maggiori membri del personale di Requiem, Ufficiale Speciale Grigori Weaver Dott.ssa Elizabeth Grey, Dott. Oskar Strauss, Maggiore Mackenzie Carver e il Capitano Stoney "Raptor One" Maddox (Derek Phillips) dalla loro prigionia nella struttura. Lavorando con la contrabbandiera Filippina Maya Aguinaldo, che crede che suo fratello Nathan sia anche lui imprigionato nella struttura. Peck propone un'alleanza con i Requiem per eliminare Richtofen. Una seconda breccia avviene in contemporanea con Liberty Falls, costrigendo Weaver, Grey, Carver e Maya a respingere ondate di zombi, mentre Peck e Strauss cercano di risalire alla posizione di Richtofen dal centro di comando di Terminus e Raptor One si appropria di un elicottero per garantire l'estrazione. La squadra trova Nathan il quale è stato mutato in seguito di diversi esperimenti condotti su di lui dalla Dott.ssa Revati Modi (Sohm Kapila), a capo di Terminus, ed è forzata ad ucciderlo. Dopo uno scontro, Nathan viene atterrato, Carver gli puntò la pistola alla testa ma viene fermato da Maya, che dice di volerlo fare lei, in quanto la sorella di Nathan, e con le lacrime agli occhi, preme il grilletto.
Con l'assistenza del Modulo Algoritmo Sinaptico (S.A.M.), un sistema di intelligenza artificiale creato da Richtofen basato sulla personalità di Samantha Maxis, una vecchia alleata di Requiem che si è intrappolata nell'Etere Oscuro nel 1985 sacrificandosi per contenere le precedenti epidemie. La squadra localizza la Modi, che scappò dalla struttura in un sottomarino durante l'epidemia e la costringono a tornare a Terminus. Come la squadra ottiene un confronto con la Modi, appare un mostro acquatico gigante, portando la Modi e il suo sottomarino in profondità per poi provare ad uccidere i Requiem fallendo. In seguito S.A.M. rivela alla squadra che Richtofen è ossessionato con la ricerca del "Artefatto Sentinella", un oggetto con una potenza in grado di controllare una sostanza primordiale conosciuta come "Materia Prima". Tracce dell'Artefatto Sentinella furono trovate ad Avalon, dove un'organizzazione criminale locale, il Sindacato Francese, ha rapito il demonologo Gabriel Krafft, mentre l'ex alleato di Requiem ed ex Capitano Spetsnaz Sergei Ravenov, sta lavorando per loro come esecutore. Credendo che l'Artefatto Sentinella potrebbe essere la chiave per salvare Maxis dall'Etere Oscuro, la squadra pone Avalon come loro prossima destinazione. Maya, desiderosa di vendetta per Nathan uccidendo il capo del Sindacato Francese, François "Franco" Moreau si unisce a loro.
Una settimana dopo le epidemie a Liberty Falls e all'Isola Terminus, la squadra Requiem viaggia fino ad un villaggio ad Avalon e trova un Ravenov ubriaco, il quale ancora soffre la perdita di Maxis. Ravenov rivela alla squadra che il Sindacato è stato pagato per torturare Krafft per delle informazioni, e lui rifiutò di parlare. Inizia un'epidemia, constrigendo la squadra a muoversi e trovare Krafft, mentre Peck e Ravenov gli fornisce supporto tattico. Entrano in un castello vicino al villaggio e trovano Krafft imprigionato. Krafft chiede alla squadra Requiem di trovare la "Batteria Oscura", un amuleto che può aiutarli a localizzare l'Artefatto Sentinella. Mentre la squadra segue le istruzioni di Krafft, Maya si allontana dalla squadra per trovare e uccidere Franco. Dopo aver risolto diversi puzzle e completato rituali, la squadra recupera una chiave che invoca Il Guardiano, un golem gigante di pietra che protegge l'amuleto. La squadra riesce a sconfiggere il Guardiano e a recuperare l'amuleto, ma non riesce a salvare Krafft dall'attacco degli zombi nella sua cella. Nei suoi ultimi momenti di vita, Krafft, dice alla squadra Requiem di andare in un sito di scavo vicino, e li avverte di non farsi consumare dall'Artefatto Sentinella. Inoltre chiede loro di non uccidere Richtofen, il quale si rivela essere il suo figliastro.
Nel sito di scavo, l'Obscurus Altilium mostra a Requiem echi del passato, dove l'archeologo britannico Sir Archibald Fotherington-Smythe tentò di scoprire il Manufatto della Sentinella nel 1908. Con l'aiuto indiretto di Sir Archibald, la squadra trova un portale per un Nesso dell'Etere Oscuro e scopre il Manufatto al suo interno. Dopo una serie di prove, ottengono il Manufatto, lo combinano con l'amuleto ed evacuano dal sito. S.A.M. incarica Requiem di recarsi a Liberty Falls, dove si possono trovare elementi unici per attivare e controllare correttamente il Manufatto.
Tre giorni dopo, Requiem arriva alla Sam Colton Hall, un'antica villa situata a Liberty Falls, dove il Progetto Janus ha avviato le sue operazioni. S.A.M. incarica la squadra di eseguire vari rituali per alimentare il Manufatto della Sentinella con la Prima Materia. Dopo averlo fatto, entrano nella sua camera principale e le consegnano il Manufatto. S.A.M. teletrasporta quindi la squadra in una stanza dove è imprigionato Richtofen. Richtofen affronta Weaver e rivela che lui e Maxis erano responsabili di un fallito omicidio ai danni di Weaver dieci anni prima, che ha causato la morte della moglie e del figlio di Richtofen, Mary e Samuel. Da allora, Richtofen ha studiato vari metodi per riportare in vita entrambi, mentre Requiem è stato creato per tenere Weaver e gli altri sotto controllo. Requiem stabilisce una tregua con Richtofen e, usando un dispositivo in possesso di quest'ultimo, fugge dalla villa, sebbene l'energia residua del dispositivo faccia rivivere uno scheletro di Tyrannosaurus Rex nella villa. Dopo aver sconfitto lo "Z-Rex", Richtofen rivela a Requiem che S.A.M. intende usare l'Artefatto Sentinella per ricreare e abitare il corpo di Maxis, dandole il controllo definitivo sull'Etere Oscuro. Il gruppo si dirige quindi verso Janus Towers, un ex impianto nucleare situato nelle vicinanze, dove i reattori dell'Etere stanno per fondersi.

## Modalità di gioco
Come le precedenti "New Entries" nella serie di Call of Duty, Black Ops 6 è un First Person Shooter, presentando una campagna single-player, una modalità multiplayer, e la modalità Zombi co-operativa a round. Le nuove meccaniche di gioco in Black Ops 6 includono il movimento omnidirezionale, che permette al giocatore di scattare, tuffarsi e scivolare in tutte le direzioni; il gioco inoltre offre varie impostazioni di "Movimento Intelligente" che automatizzano certe azioni del giocatore. I giocatori inoltre possono scegliere tra diverse preimpostazioni stabilite che modificano L'Interfaccia; che include una preimpostazione "Legacy" per la modalità co-operativa Zombie che si abbina molto bene all'interfaccia nostalgica di Call of Duty: Black Ops III (2015)
La campagna single-player offre diversi modi di approccio alle missioni tramite i dialoghi liberi su scelta del giocatore verso i personaggi NPC (Non-player characters). Tra una missione e l'altra, i giocatori possono accedere al rifugio, dove possono pianificare missioni via una lavagna delle prove ed interagire con gli NPC. I giocatori possono perfino spendere denaro, che viene trovato durante le missioni, per comprare varie "Specialità" che garantiscono miglioramenti alle armi e all'equipaggiamento. Nella maggior parte delle missioni, I giocatori assumono il ruolo dell'agente della CIA William "Case" Calderon, ma alcune missioni vedono i giocatori prendere controllo di altri personaggi. Certe missioni della campagna ricompensano i giocatori con oggetti cosmetici da usare nel multiplayer e nella modalità co-operativa zombi al loro completamento, includendo progetti arma, skin, stickers, e ciondoli da appendere alla propria arma.
Il multiplayer di Black Ops 6 include sedici nuove mappe al lancio; dodici di queste sono progettate per modalità sei-contro-sei (6v6), e altre quattro mappe sono "Strike Maps", che sono mappe ristrette progettate sia per modalità sei-contro-sei che per la modalità Scontro due-contro-2 (2v2). Ritorna la meccanica di "Prestigio", meccanica presente nei vecchi titoli Call of Duty che permette ai giocatori che hanno raggiunto il livello massimo a resettarlo fino a dieci volte e la modalità "Cinema" che permette ai giocatori su Playstation 5, Windows, Xbox Series X/S di rivedere le partite multigiocatore dalla prospettiva di ogni giocatore che ne faceva parte.
In Zombi, da uno fino a quattro giocatori combattono contro orde infinite di non-morti, i quali aumentano di numero e diventano più resistenti ad ogni round. La modalità zombi offre due nuove mappe al lancio: "Liberty Falls" e "Terminus"; una terza mappa "Citadelle des Morts" è stata distribuita in data 5 Dicembre 2024. Ogni mappa include una missione principale che i giocatori devono completare da soli, insieme a numerose missioni secondarie e easter eggs; una modalità "Guidata" è stata aggiunta dopo il lancio del gioco, permettendo ai giocatori di compiere le missioni con l'aiuto del gioco. La modalità offre due valute primarie che i giocatori devono gestire, Essenza e Materiali; Il primo è usato per aprire porte e di conseguenza sbloccare nuove zone nella mappa, includendo i distributori di "Perk-a-Cola" che danno delle abilità ai giocatori, e il "Pack-a-Punch" che potenzia l'arma dei giocatori fino a tre livelli diversi, mentre i materiali vengono usati per modificare il tipo di munizioni che sparerà l'arma usata dai giocatori, la rarità e inoltre utili per costruire equipaggiamento tattico, letale e serie di uccisioni, tra cui l'auto rianimazione. I giocatori possono anche ottenere le "Gobblegum" che sono dei consumabili usa e getta che garantiscono al giocatore diversi effetti e abilità. Inoltre ci sono i "Potenziatori" accessibili nel menù di gioco prima di avviare le proprie partite, che dopo aver sbloccato col tempo semplicemente giocando, che permettono al giocatore di avere abilità aggiuntive consumando le  specialità Perk-a-Cola, comprando altri tipi di munizioni o usando il proprio potenziamento da campo, ci sono sei potenziatori per ogni oggetto, tra cui tre minori e tre maggiori, e ad ogni oggetto può essere assegnato un potenziatore solo per tipo il che permette di avere numerose combinazioni di abilità e giocare ognuno con lo stile che preferisce.

## Sviluppo
Black Ops 6 è stato sviluppato da Treyarch e Raven Software, con quest'ultima occupandosi principalmente dello sviluppo della modalità campagna e Treyarch occupandosi delle modalità multigiocatore e co-operativa Zombi. Il gioco vanta il tempo di sviluppo più lungo nella storia di Call of Duty, duratosi 4 anni; un game designer della Treyarch ha dichiarato di aver iniziato a fare test di gioco, dal 2022. Informazioni sul titolo Treyarch iniziarono a fuoriuscire nel Novembre 2023, quando Windows Central disse che il gioco si ambienterà durante la Guerra del Golfo e che offrirà una storia incentrata sulla CIA (Central Intelligence Agency)
L'acquisto di Activision Blizzard e i suoi studi nel 2023 da parte di Microsoft marcò la fine di un accordo in esclusiva tra Sony e Activision, il quale ha visto diversi titoli Call of Duty ricevere contenuti esclusivi e offerte sulle piattaforme Playstation. Sebbene Microsoft abbia avuto un accordo simile con Activision per le console Xbox precedentemente nel 2015, Il CEO di Microsoft Gaming Phil Spencer ha dichiarato che andando avanti con il tempo, la serie non avrà accordi per esclusivi con parità di contenuti per tutte le piattaforme supportate.